# Hemmern

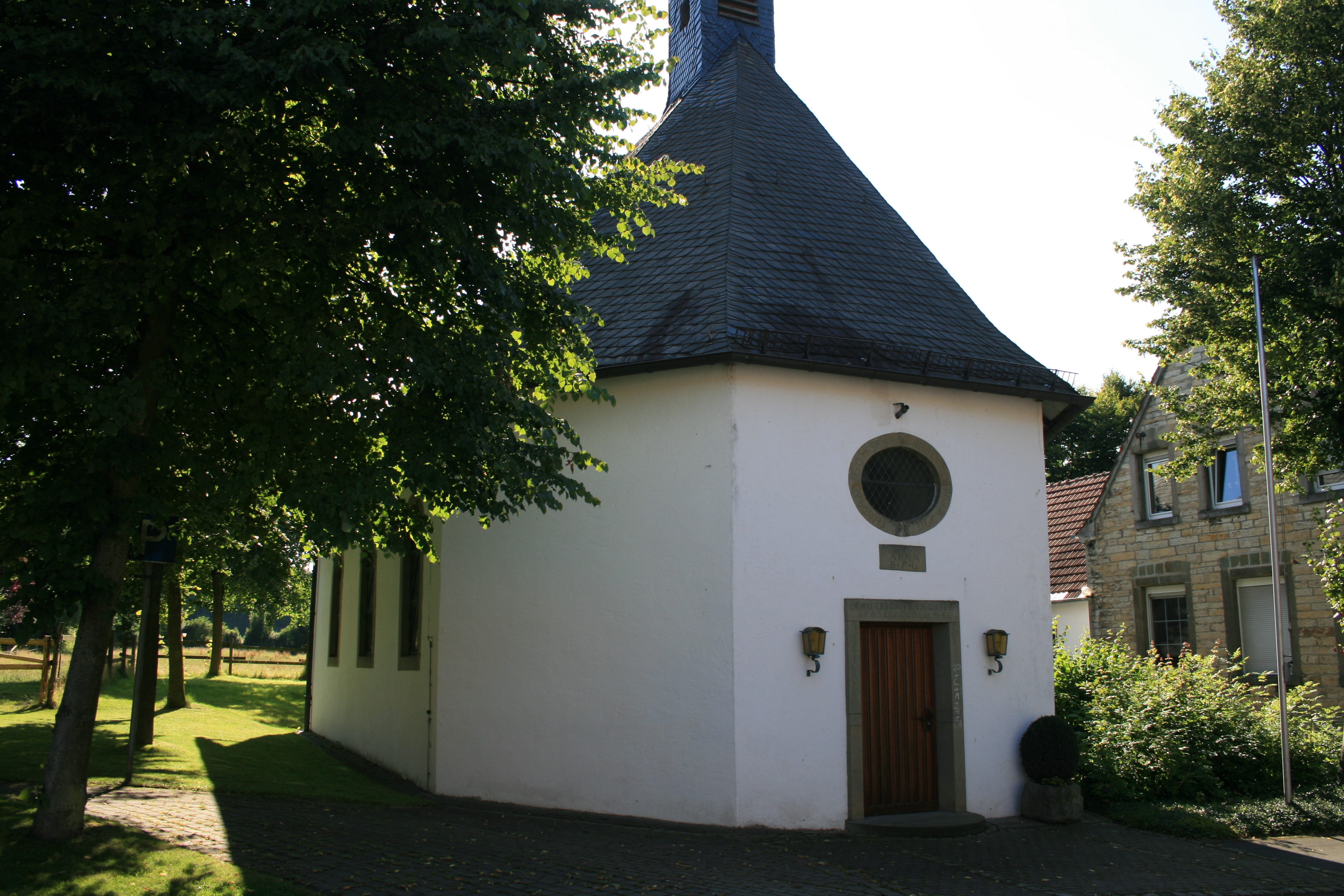
Blick auf die Hemmeraner Kapelle

Hemmern ist ein Stadtteil von Rüthen im Kreis Soest in Nordrhein-Westfalen. Zum 31. Dezember 2021 hatte die Ortschaft 167 Einwohner.

## Lage
Hemmern liegt 3 Kilometer nördlich von Rüthen. Die Wohnbevölkerung des Dorfes betrug 1975 bei Eingemeindung 157 Einwohner bei einer Fläche von 3,2 km². Damit ergab sich eine Einwohnerdichte von 49 EW/km².

## Geschichte
Gegründet wurde Hemmern 1146 unter dem Namen Hethemere, was so viel wie „Dorf am Streiborn“ heißt. 1816 wurde Hemmern ein Teil des neuen Kreises Lippstadt. Die Gemeinde Hemmern kam zum Amte Altenrüthen. Am 1. Januar 1975 wurde sie durch § 50 Münster/Hamm-Gesetz aufgelöst und nach Rüthen eingemeindet.

### Einwohnerentwicklung
- 1861: 155 Einwohner
- 1939: 164 Einwohner
- 1950: 251 Einwohner
- 1961: 148 Einwohner
- 1970: 150 Einwohner
- 1974: 164 Einwohner
- 1975: 157 Einwohner
- 2000: 166 Einwohner
- 2011: 160 Einwohner
- 2013: 167 Einwohner
- 2014: 167 Einwohner
- 2021: 169 Einwohner[1]Kreises

## Infrastruktur

### Verkehr
Eine Busverbindung der Westfalenbus GmbH, die Linie 673 von Rüthen über Meiste nach Oestereiden, fährt durch Hemmern.

## Politik
Bürgermeister von Hemmern:
1949–1975: Josef Ising (CDU)
Ortsvorsteher von Hemmern:
1975–1980: Josef Kordes (CDU)
1980–2004:  Hubert Ising (CDU)
2004–2020: Stephan Deimel (CDU)
seit 2020: Thomas Stehrenberg (CDU)

## Vereine
- Schützenverein Hemmern e. V.
- Spiel- und Sportgemeinschaft Hemmern e. V.
- Jagdgenossenschaft Hemmern

## Schützenverein Hemmern e.V.
Der Schützenverein Hemmern wurde 1859 gegründet. Heute besitzt er 130 Mitglieder. Alle zwei Jahre findet das immer gut besuchte Schützenfest statt. Im Jahre 2005 fand das hundertjährige Fahnenjubiläum statt. Da die alte Fahne nach mehreren Restaurierungen schon sehr gelitten hatte, wurde zu diesem Anlass eine neue Fahne angeschafft.

## Feste
Eine Attraktion ist das dreitägige Schützenfest, welches alle zwei Jahre gefeiert wird. In den Jahren ohne Schützenfest gibt es in Hemmern ein Sportfest, welches von der Hemmeraner Spiel- und Sportgemeinschaft (SSG) ausgerichtet wird. Hierbei kommen viele Fußballvereine der umliegenden Orte zusammen, um an einem Turnier teilzunehmen.